# كارلوس كاستيلو (لاعب كرة قدم)
كارلوس كاستيلو (بالإسبانية: Carlos Castillo Ortiz)‏ (30 سبتمبر 1975 في كولومبيا - ) هو لاعب كرة قدم كولومبي في مركز الهجوم. لعب مع أتليتيكو هويلا وديبورتيفو كالي وليغا دي كيتو ونادي ميلوناريوس وريال قرطاجنة وديبورتيفو بيريرا ونادي ميلغار أريكيبا.

## وصلات خارجية
- كارلوس كاستيلو على موقع قاعدة بيانات كرة القدم.إي يو (الإنجليزية)
- كارلوس كاستيلو على موقع Soccerway.com (الإنجليزية)